# Villa d'Este
A Villa d'Este é um palácio situado em Tivoli, próximo de Roma, na Itália. Classificada pela UNESCO, desde 2001, como Património Mundial da Humanidade, é uma obra-prima da arquitectura e, especialmente, do desenho de jardim.

## História

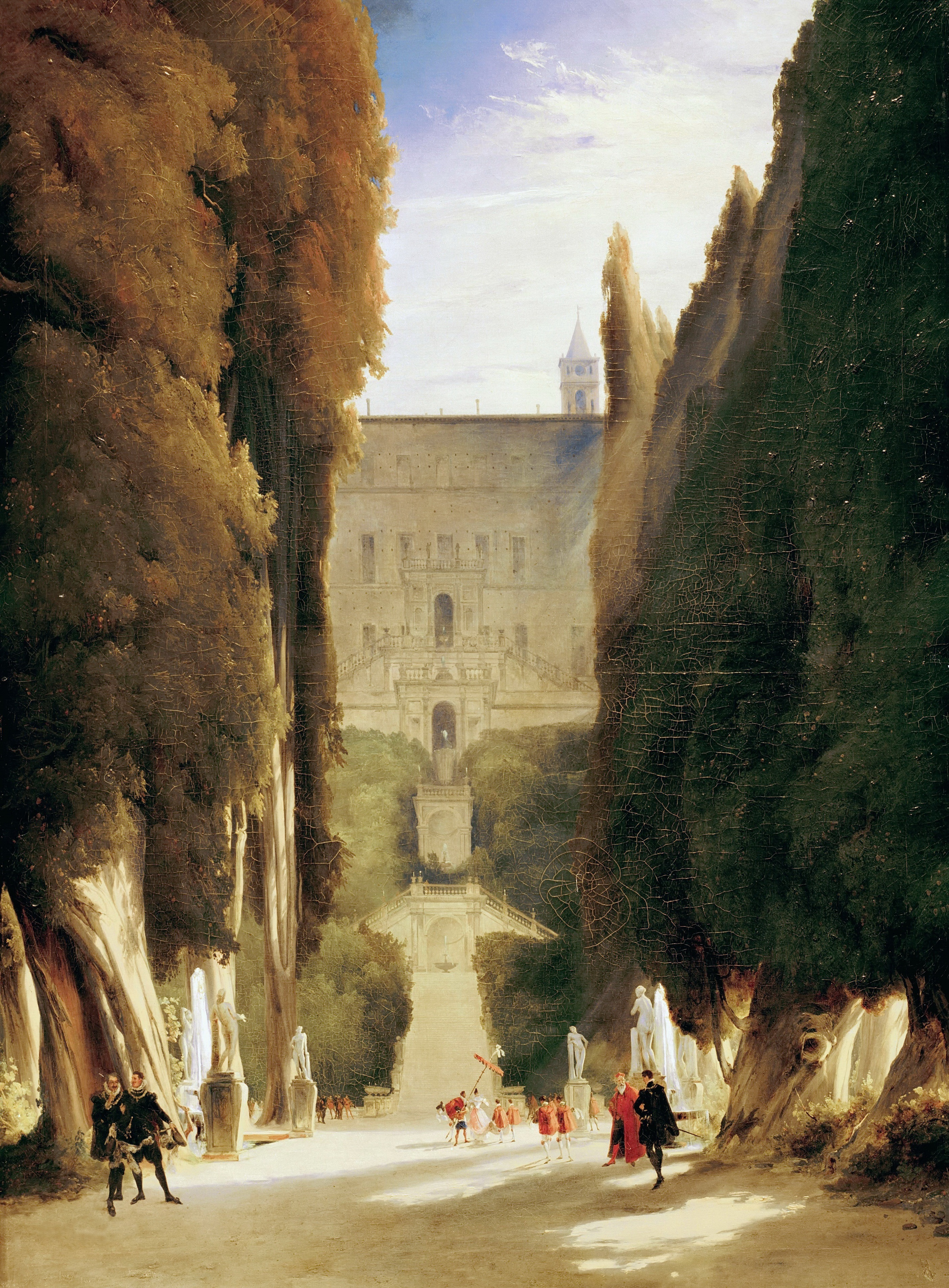
Parque da Villa d'Este, Carl Blechen, 1830: actualmente esta vista está novamente bem cuidada.

A Villa d'Este foi encomendada pelo Cardeal Hipólito II d'Este (1509-1572), filho de Afonso I d'Este e de Lucrécia Bórgia e neto do Papa Alexandre VI. Hipólito havia sido nomeado Governador de Tivoli pelo Papa Júlio III, com oferta da villa, a qual ele reconstruiu inteiramente segundo planos de Pirro Ligorio, sob a direcção do arquitecto-engenheiro de Ferrara, Alberto Galvani, arquitecto da Corte dos Este. O pintor chefe da ambiciosa decoração interior foi Livio Agresti, de Forlì. A partir de 1550 até à sua morte, em 1572, quando a villa estava quase completa, Hipólito criou um cenário palaciano rodeado por um fabuloso jardim em terraços ao Estilo renascentista tardio maneirista, o qual tirou total vantagem da dramática encosta mas requereu inovações para trazer um caudal suficiente de água, a qual foi empregue em cascatas, tanques de água, canais, lagos, jactos de água, fontes e giochi d'acqua (jogos de água). Outras villas notáveis com estruturas de jogos de água são a Villa Aldobrandini e a Villa Torlonia em Frascati.
Usando a inspiração no desenho (além de muitas estátuas e muito do mármore usado para a construção) da vizinha Villa Adriana (o retiro palaciano do Imperador Adriano) e a revitalização de técnicas de engenharia hidráulica romanas para fornecer água a uma sequência de fontes, o Cardeal criou um elaborado jardim de fantasia, o qual mistura elementos arquitectónicos com elementos aquáticos e teve uma enorme influência no desenho paisagístico na Europa.
Pirro Ligorio, o qual foi responsável pelos programas iconográficos usados nos programas dos afrescos da villa, também foi contratado para esboçar os jardins, com a assistência de Thomaso Chiruchi, de Bologna, um dos mais experimentados engenheiros hidráulicos do século XVI; Chiruchi havia trabalhado nas fontes da Villa Lante em Bagnaia. Na Villa d'Este, foi assistido no desenho técnico para as fontes por um francês, Claude Venard, um experiente manufactor de órgãos hidráulicos.
O Cardeal Alexandre d'Este reparou e ampliou os jardins a partir de 1605.
No século XVIII, a villa e os seus jardins passaram para a posse da Casa de Habsburgo e foram negligenciados. As hidráulicas caíram em desuso e muitas das esculturas encomendadas por Hipólito d'Este foram espalhadas por outros sítios. O pitoresco sentido de decadência registado por Carl Blechen (ilustração) e outros pintores foi revertido durante a posse do Cardeal Gustav von Hohenlohe; o Cardeal hospedou  Franz Liszt, o qual evocou os jardins na sua Les Jeux d'Eaux à la Villa d'Este (Os Jogos de Água na Villa d'Este) e deu um dos seus últimos concertos aqui. O volume de poemas de Jean Garrigue Um passeio de água por Villa d'Este (1959) continua uma longa tradição de poesia inspirada pelos jardins. Kenneth Anger filmou Eaux d'artifice (Água de Artifício) entre os elementos aquáticos do jardim. Deste modo, a Villa d'Este tem sido celebrada na poesia, pintura e música.
Os campos da Villa d'Este também acolhem o Museo Didattico del Libro Antico (Museu Didático do Livro Antigo), um museu de ensino para o estudo e conservação de livros antigos.

## AVilla

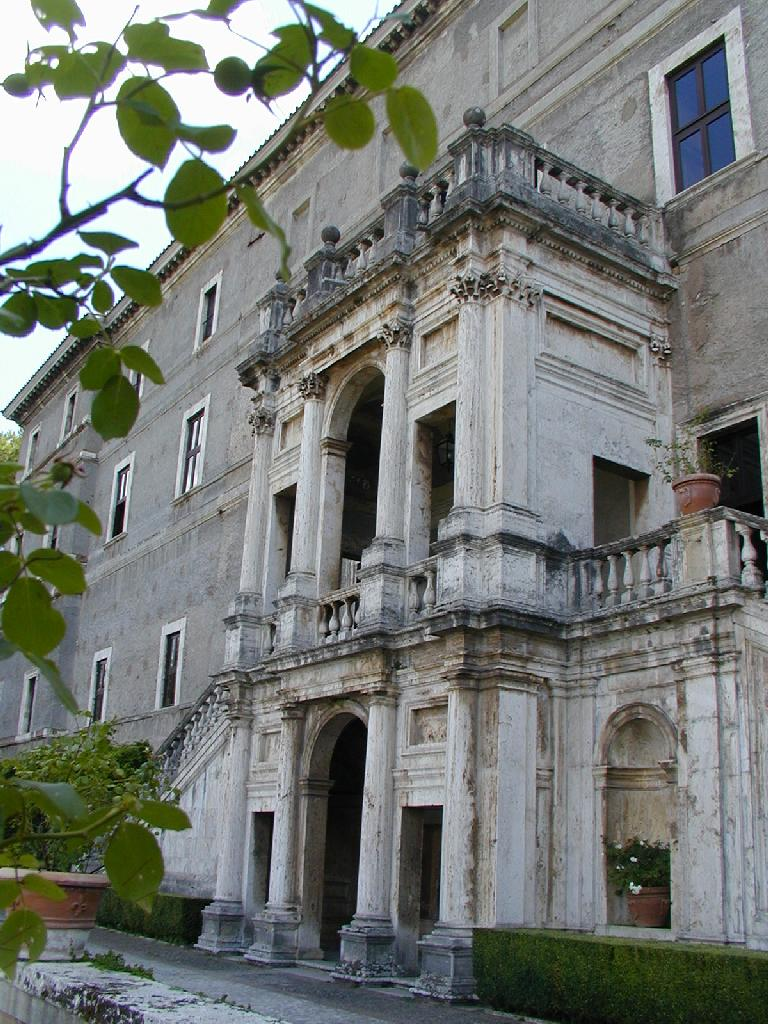
A Grande Galeria de Pirro Ligorio na frente do jardim.

A própria Villa d'Este rodeia por três lados um pátio do século XVI, situado no antigo claustro Beneditino. A fonte numa parede lateral, enquadrada na Ordem Dórica, contém uma escultura de uma ninfa adormecida numa gruta guardada pelas águias heráldicas dos Este, com um baixo-relevo enquadrado em ramos de maçã, os quais ligam a villa ao jardim das Hespérides. A central entrada principal conduz ao Appartamento Vecchio (Aposento Velho), o "Velho Apartamento" feito por Ippolito d'Este, com o seu tecto abobadado coberto por afrescos, com alegorias seculares, por Livio Agresti e os seus alunos. O Appartamento Vecchio está centrado na Grande Sala, com a sua espectacular vista sobre o eixo principal dos jardins, que se dissolvem numa série de terraços. À esquerda e à direita ficam conjuntos de salas, nas quais se encontram, para a esquerda, a biblioteca do Cardeal Ippolito e o seu quarto com a capela mais à frente, e a escadaria privada para o apartamento baixo, o Appartamento Nobile, o qual dá acesso directo à Grande Galeria de Pirro Ligorio (ilustração à direita) assente no terraço coberto de cascalho, com um arco do triunfo como motivo.

## Os Jardins

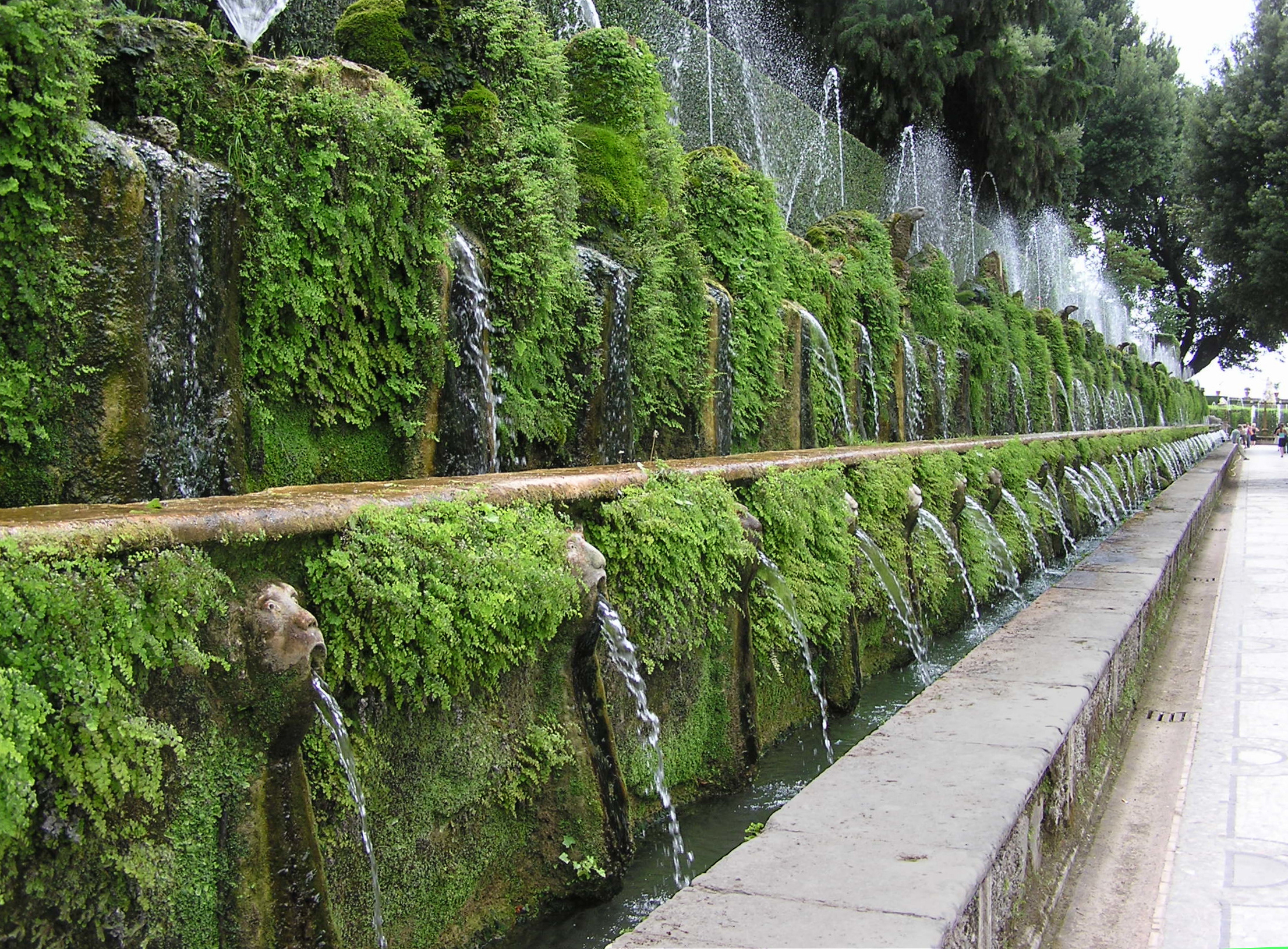
Le Cento Fontane (As Cem Fontes)

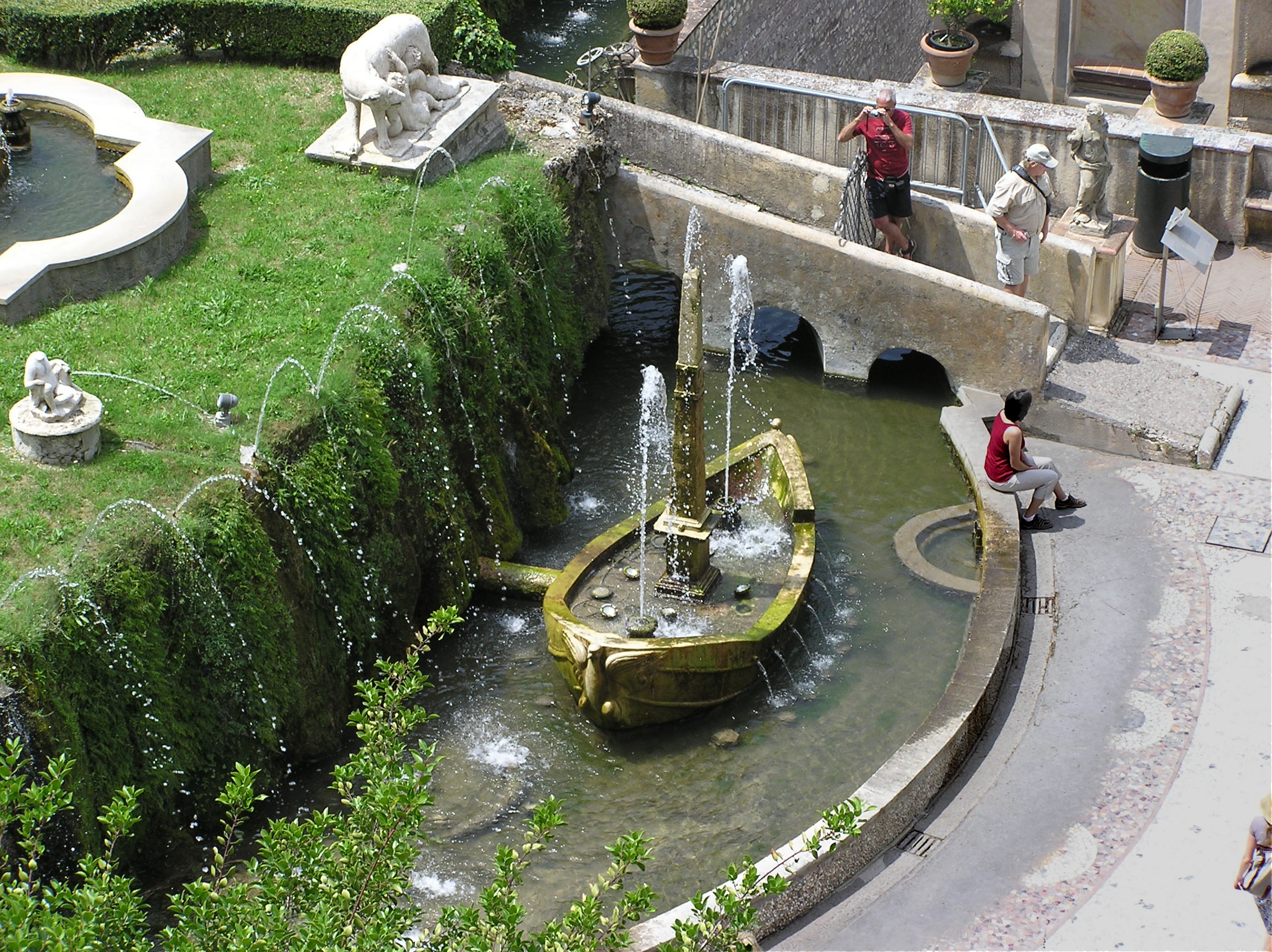
Fontana della Rometta (Fonte de Rometta)

A planta do jardim foi organizada com um eixo central cruzado por eixos subsidiários com características cuidadosamente variadas, refrescado por cerca de quinhentos jactos em fontes, lagos e canais, alimentados pelo Rio Aniene, o qual é parcialmente desviado através da cidade numa distância de um quilómetro, e pela nascente de Rivellese, a qual abastece uma cisterna sob o pátio da villa.
O terraço superior da villa termina num balcão balaustrado com uma visão panorâmica sobre o plano mais baixo. O eixo é flanqueado por escadarias duplas que levam ao seguinte terraço ajardinado, com a gruta de Diana, ricamente decorada com afrescos e mosaicos de seixos ao lado da central Fontana del Bicchierone ("Fonte da Grande Taça"), atribuída a Bernini, onde a água emana de uma rocha aparentemente natural para uma taça em forma de concha enrolada.
Para descer ao nível seguinte, o visitante tem que descer as escadas colocadas em cada extremo - o elaborado complexo de fontes chamado La Rometta ("a pequena Roma") fica no estremo esquerdo — para ver o comprimento total das Cem Fontes no nível seguinte, onde os jactos de água enchem o longo canal rústico, e a Fontana dell'Ovato de Pirro Ligorio termina a vista cruzada. Os visitantes podem caminhar atrás da água através da arcada rusticada do côncavo ninfeu, o qual é povoado por ninfas de mármore criadas por Giovanni Battista della Porta. Acima do ninfeu, a escultura de Pégaso evoca, ao visitante, a Fonte de Hipocrene, no Monte Parnaso, o lugar frequentado pelas Musas.
Este terraço fica unido ao seguinte pela central Fonte dos Dragões, dominando a perspectiva central dos jardins, erguida para uma visita, em 1572, do Papa Gregório XIII, cujo brasão exibia um dragão. Escadas centrais descem para uma encosta arborizada, conduzindo a um conjunto de três viveiros rectangulares no eixo cruzado do ponto mais baixo dos jardins, terminando à direita pelo Órgão e Fonte de Neptuno.

## Galeria de Imagens da Villa d'Este

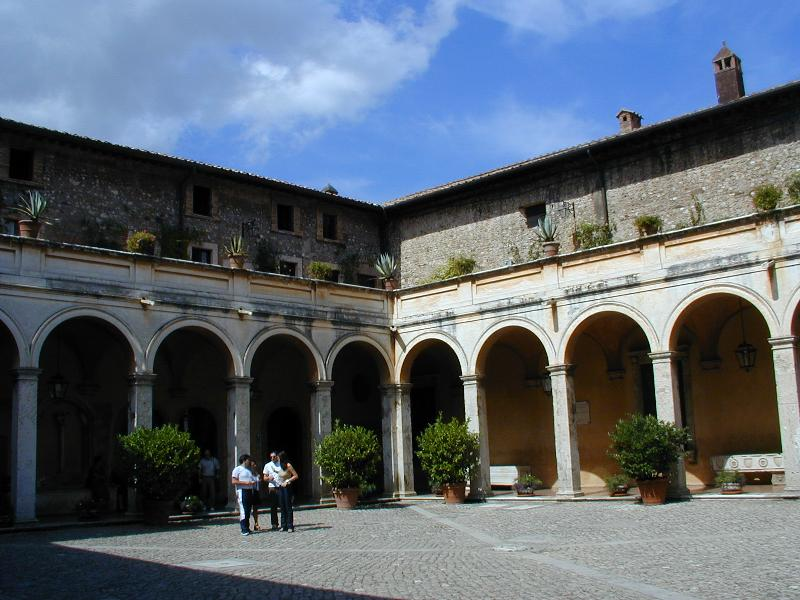
O pátio interior
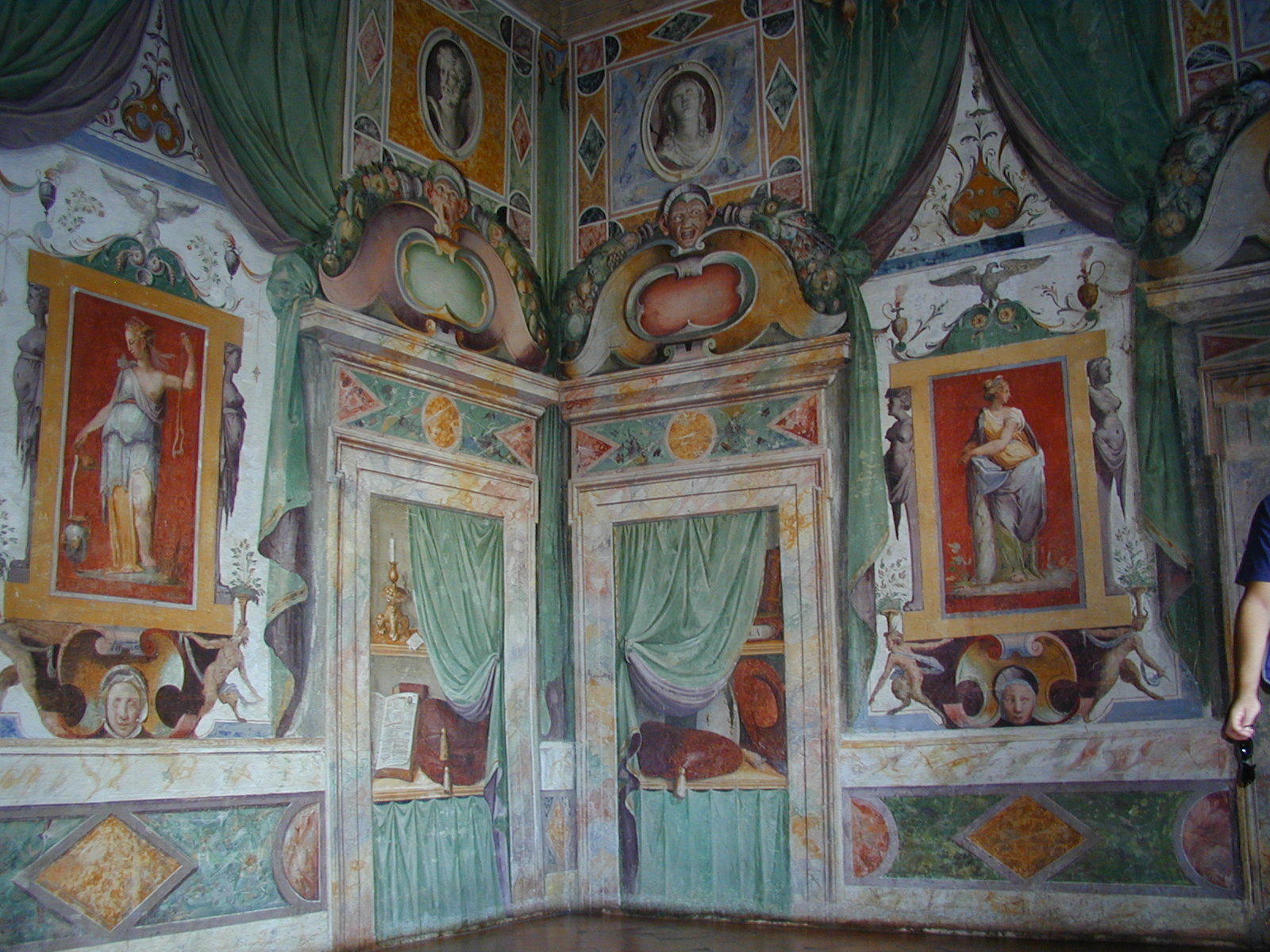
Afresco no aposento nobre
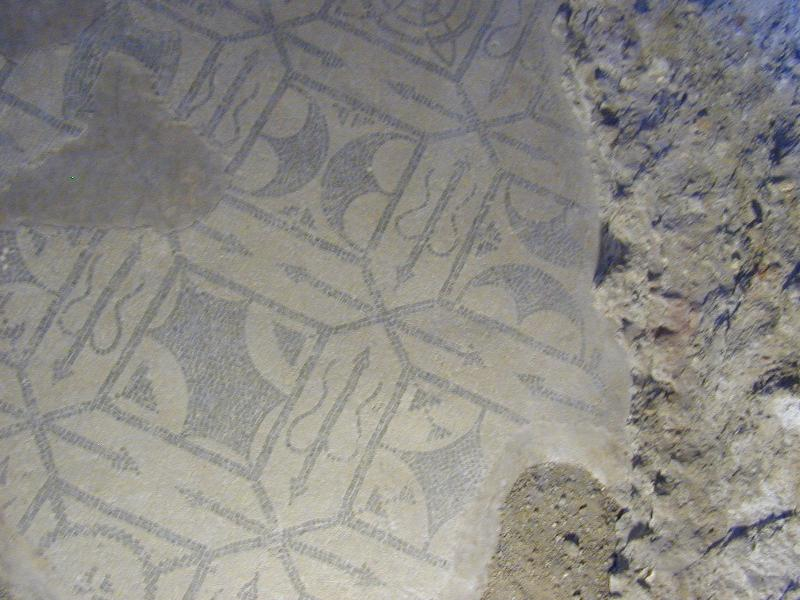
Pavimento da villa romana sob as salas
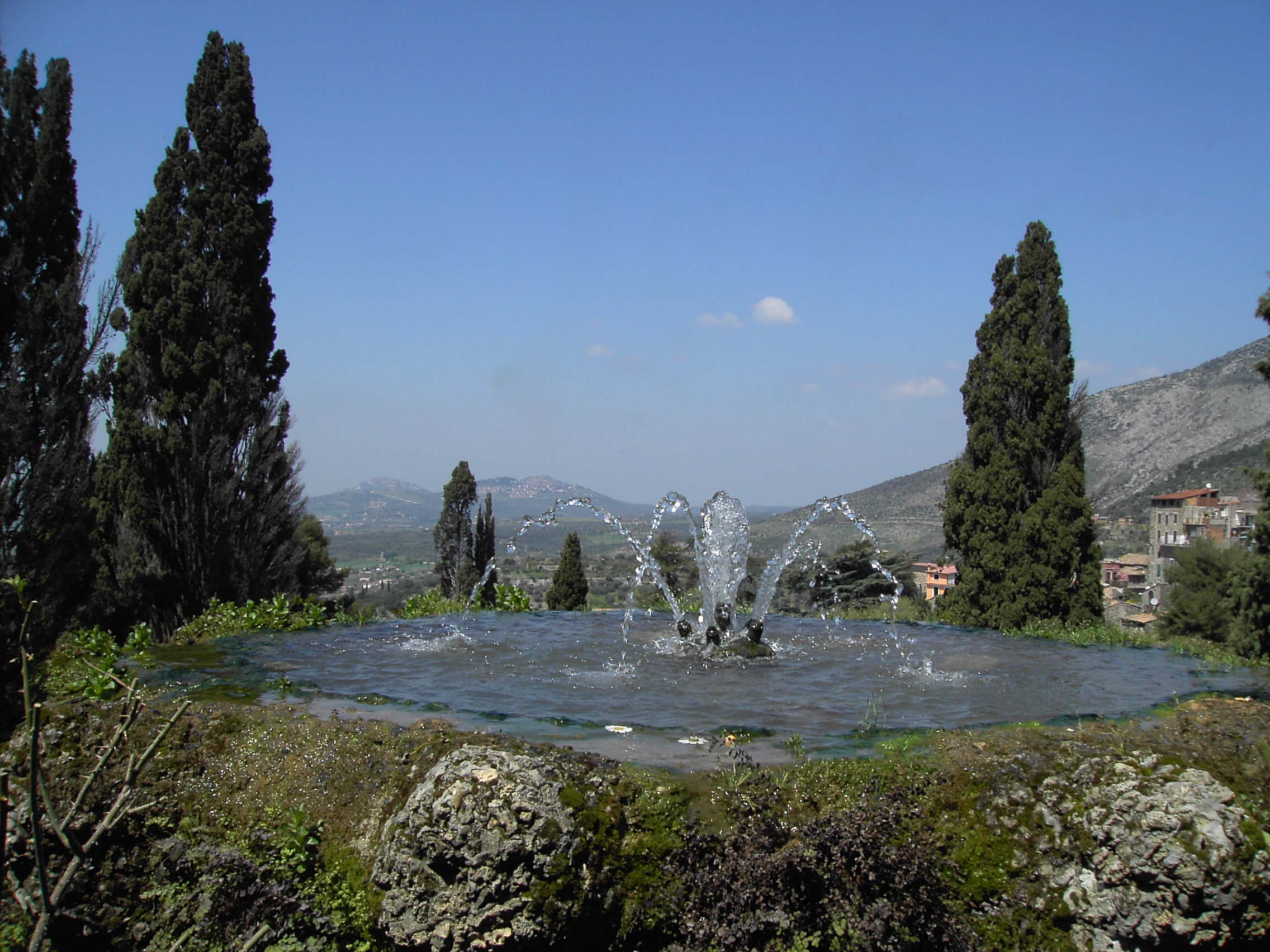
Vista da Fonte do Giglio
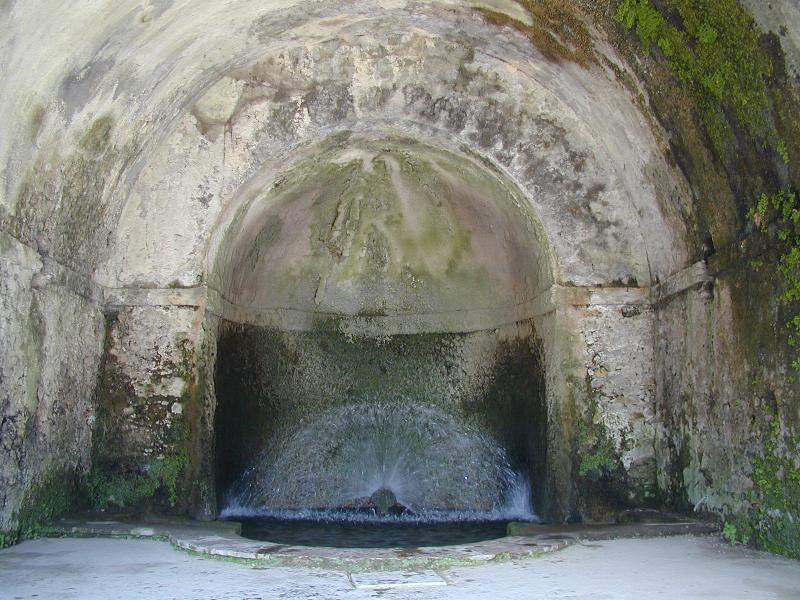
Um dos ninfeus da Fonte de Neptuno
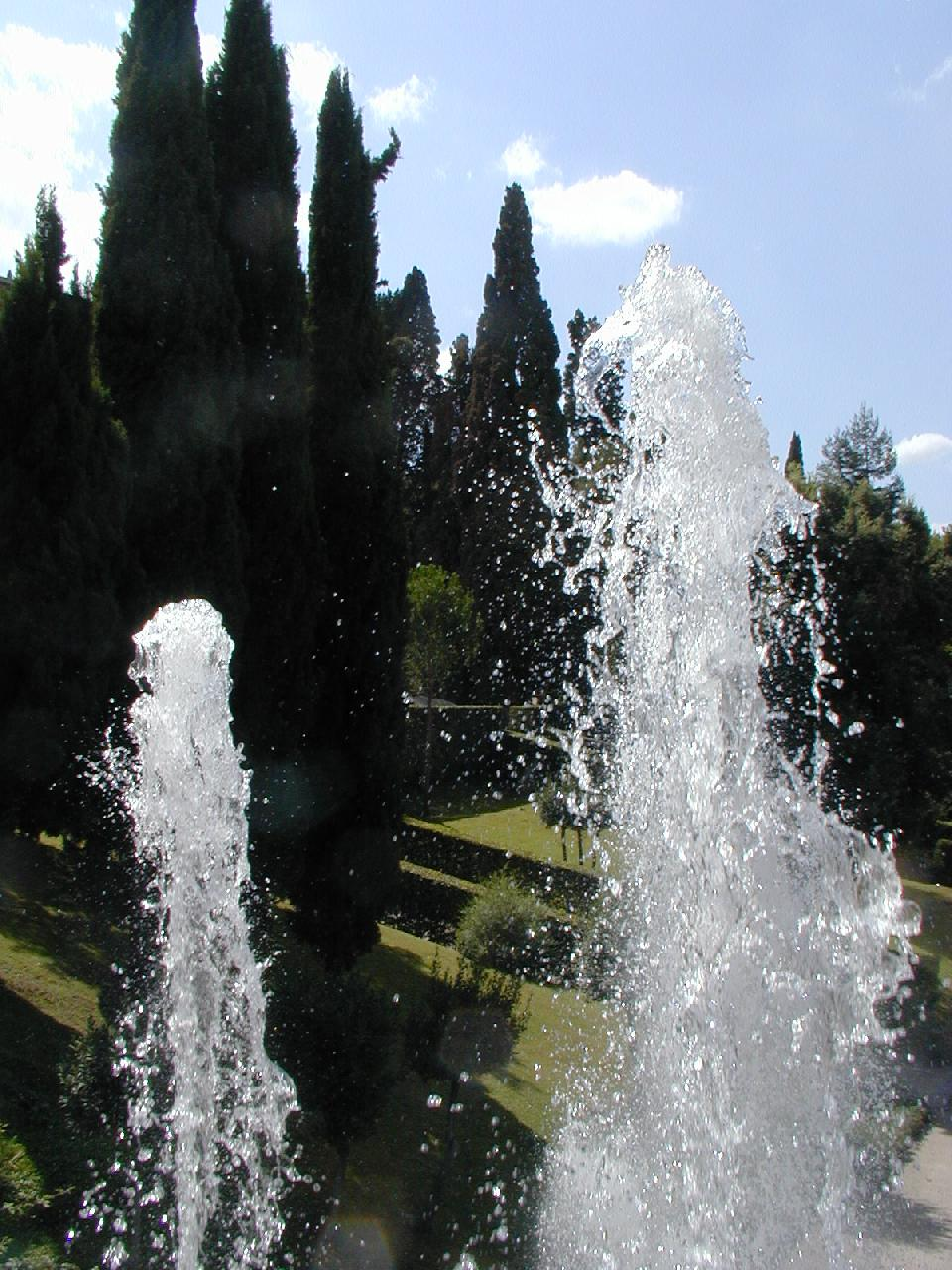
Jactos da Fonte de Neptuno vistos a partir da Fonte do Órgão
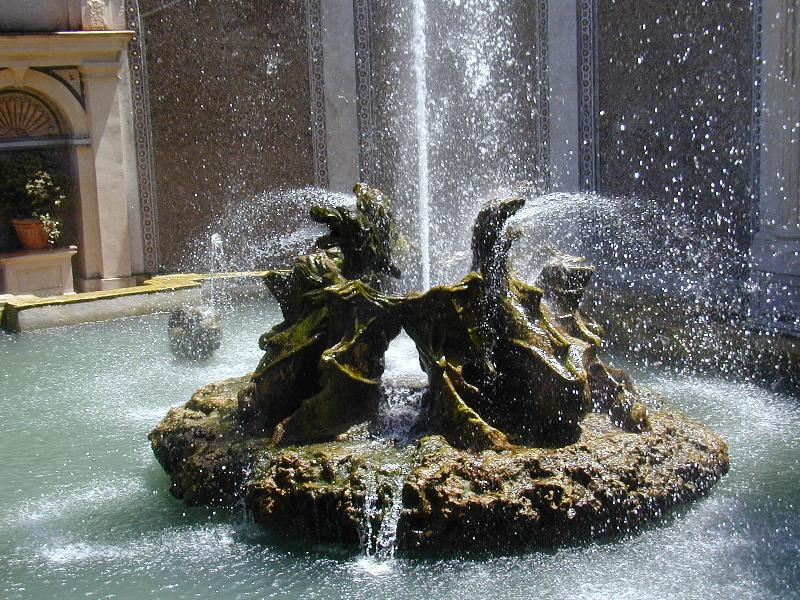
Fonte dos Dragões
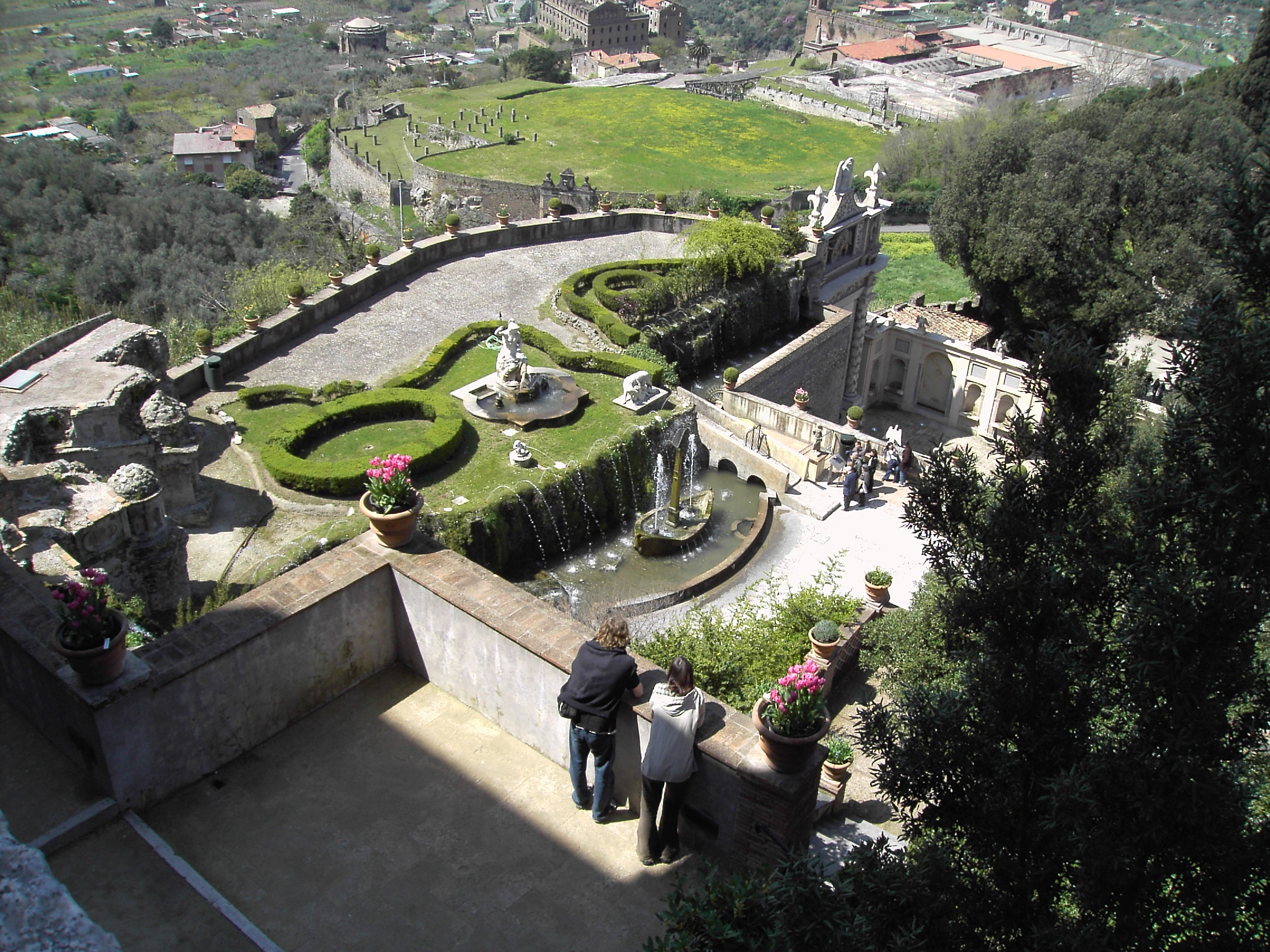
A Rometta vista do alto. Abaixo entreve-se a Fonte da Civetta
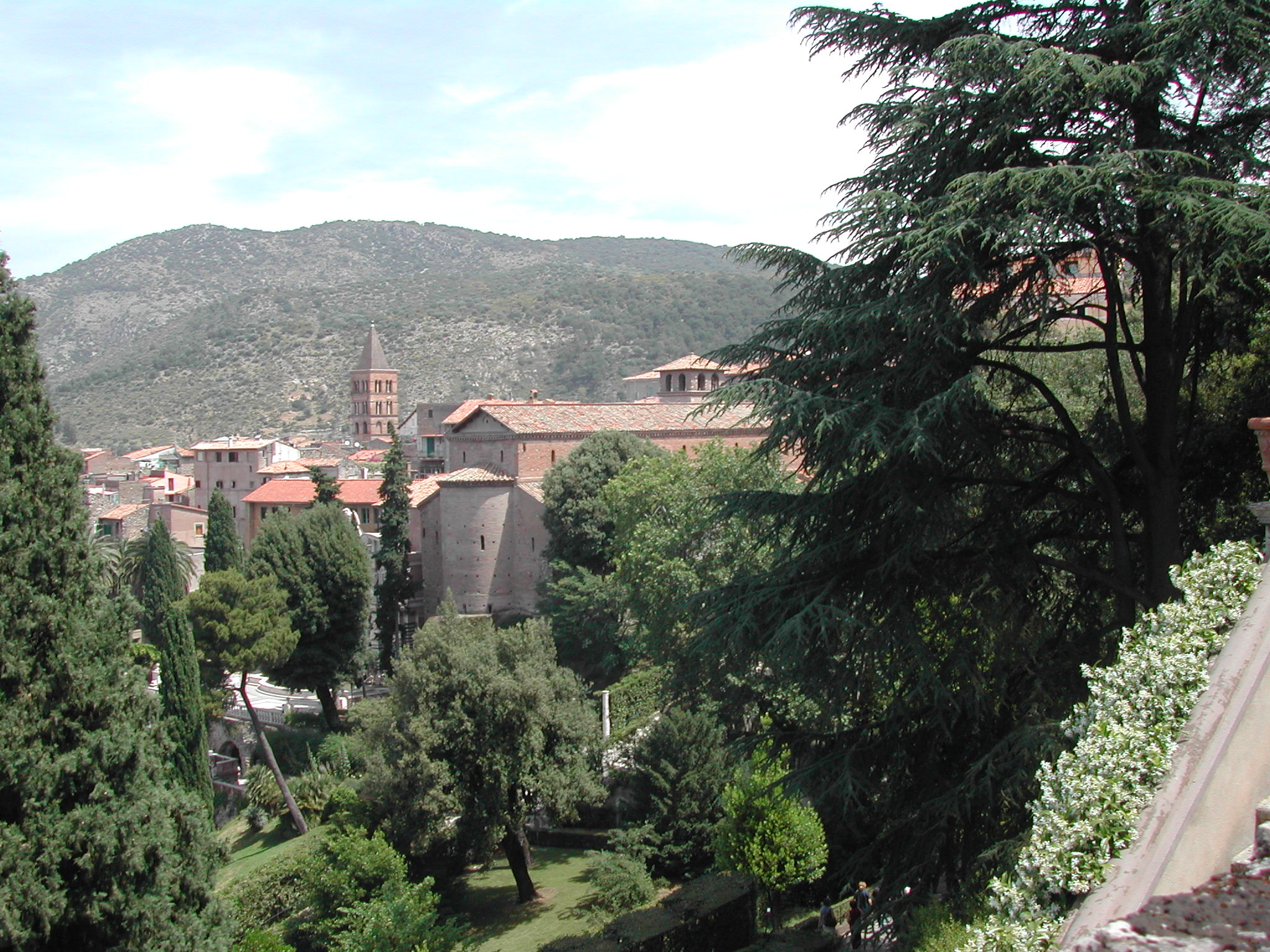
A abside de San Pietro della Carità vista a partir da galeria central do palácio
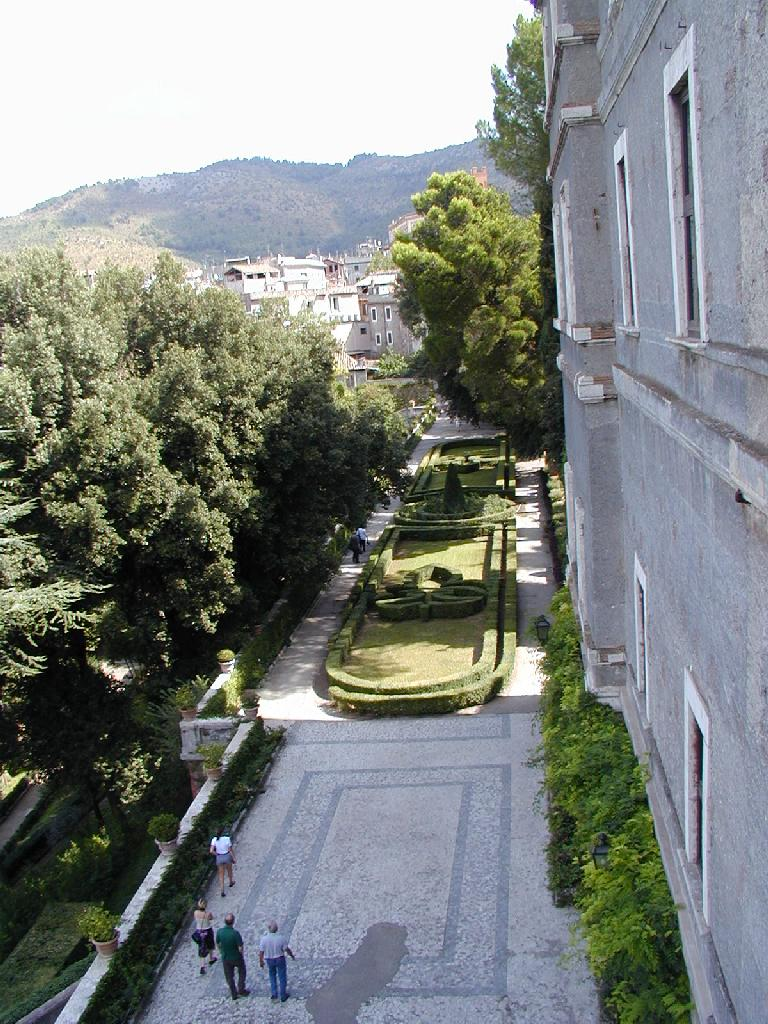
A alameda
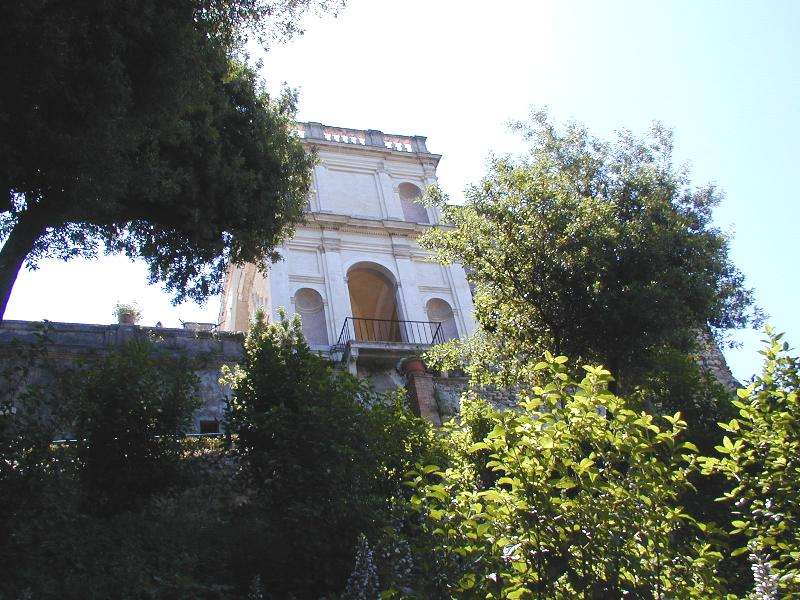
A Grande Galeria vista de baixo
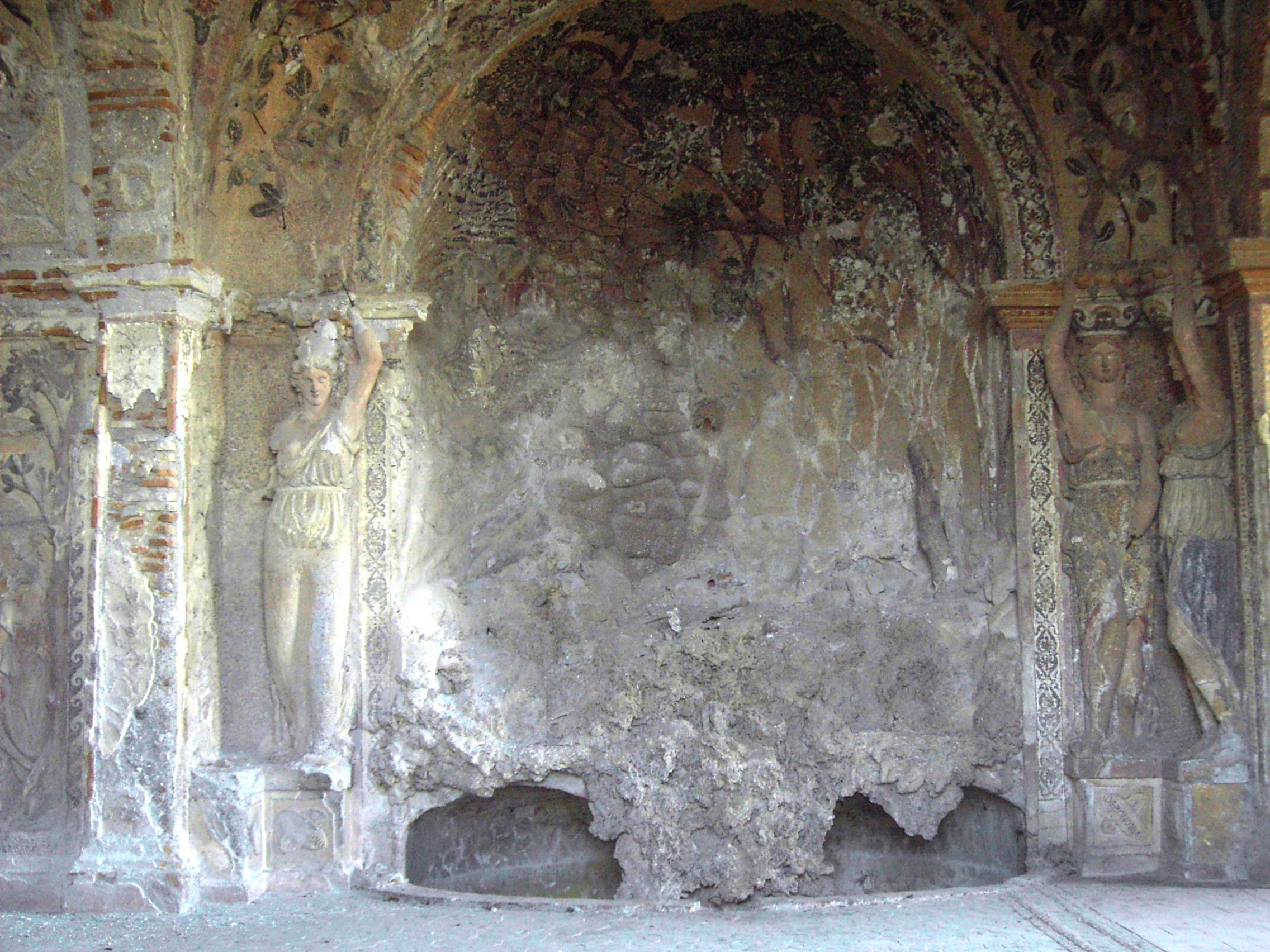
A Gruta de Diana
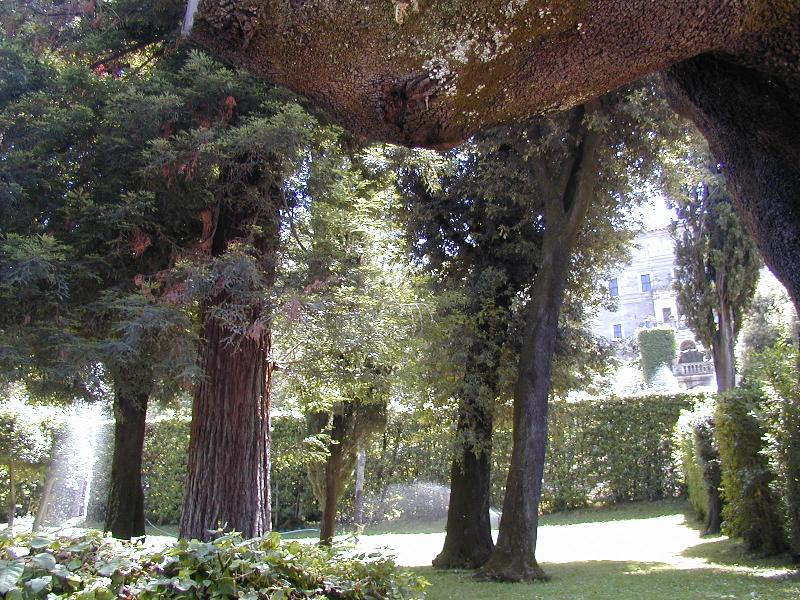
O Redondo dos Ciprestes
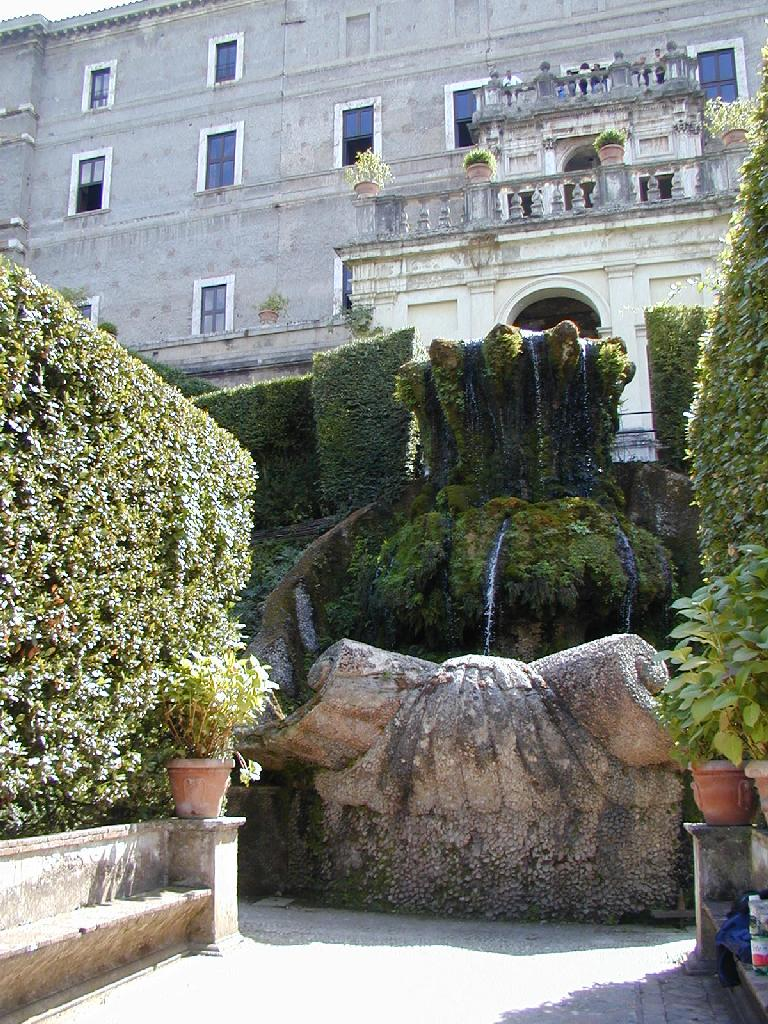
O Bicchierone
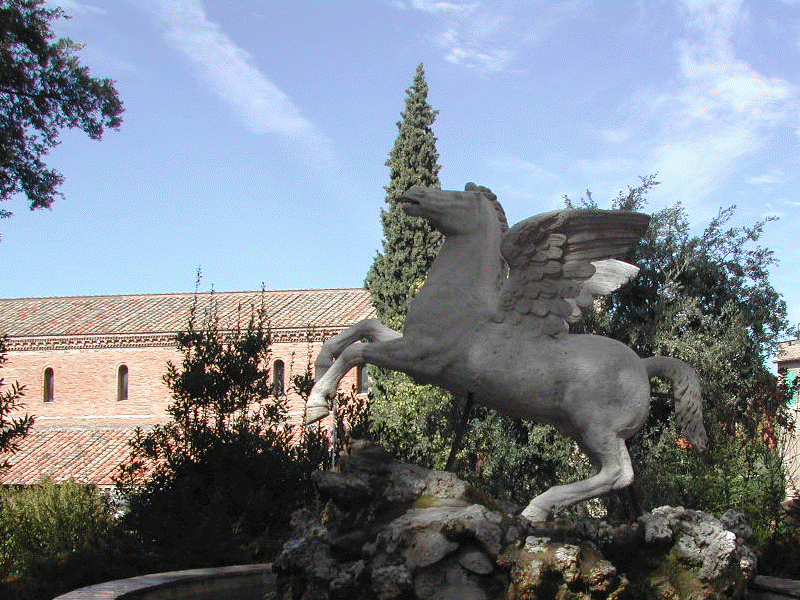
Fonte de Pégaso
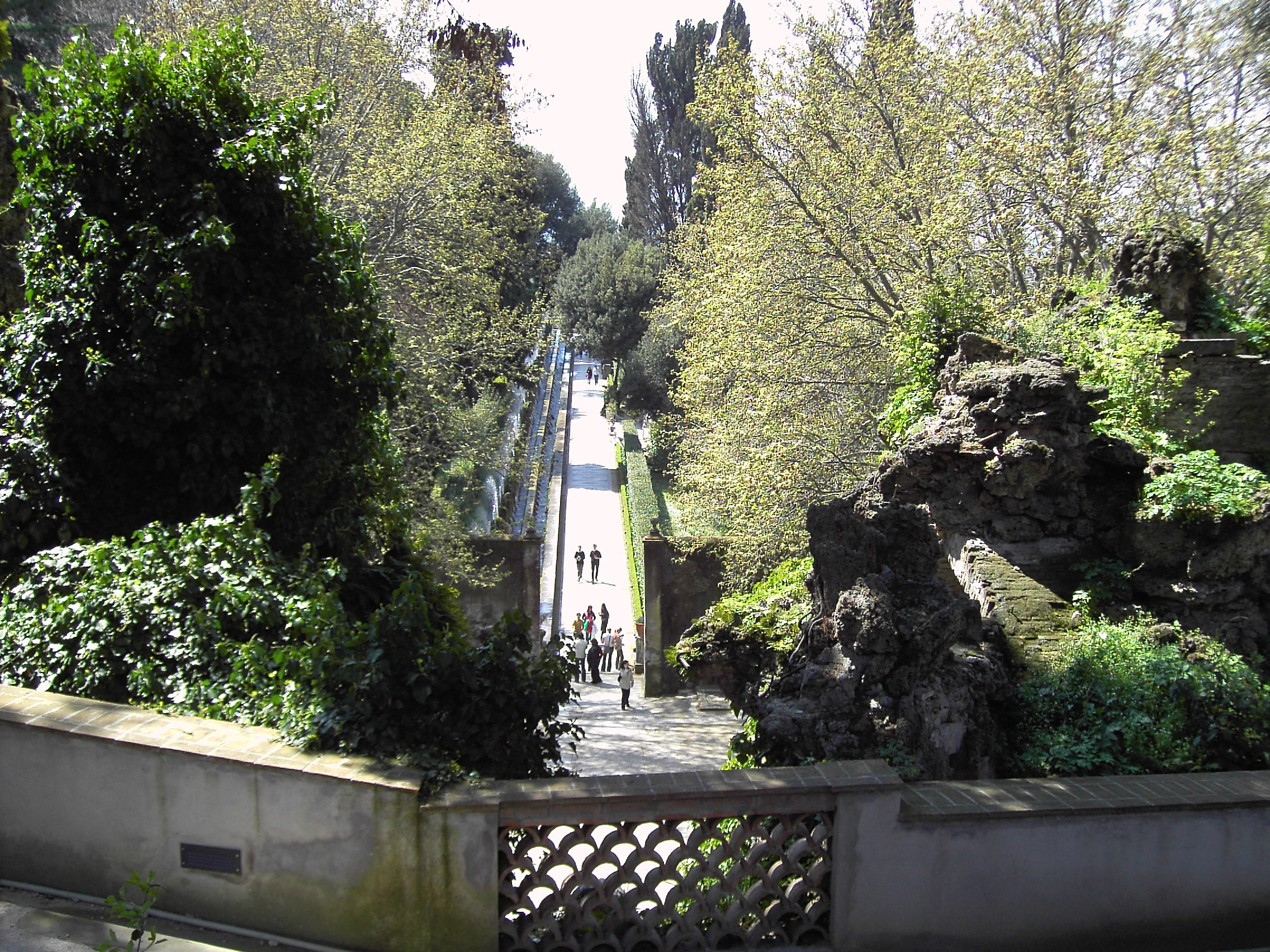
A alameda das Cem Fontes vista da Rometta
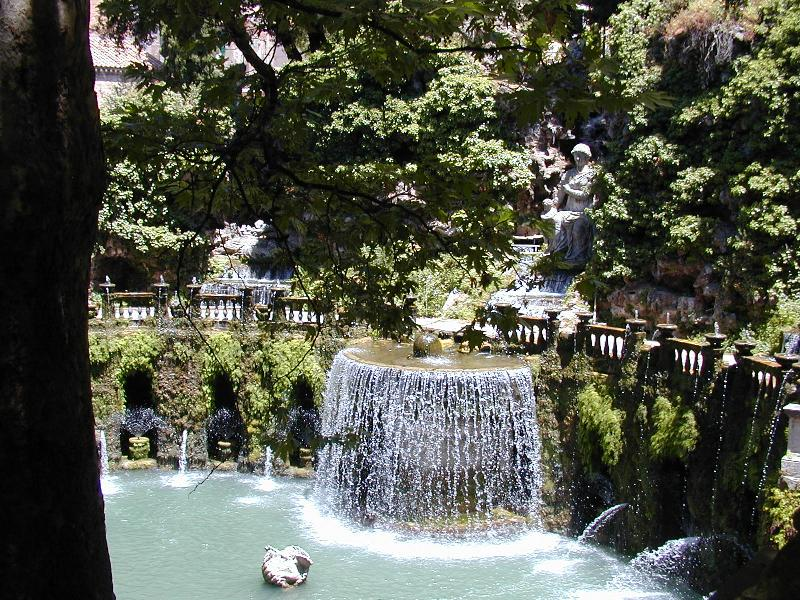
Fonte do Ovato
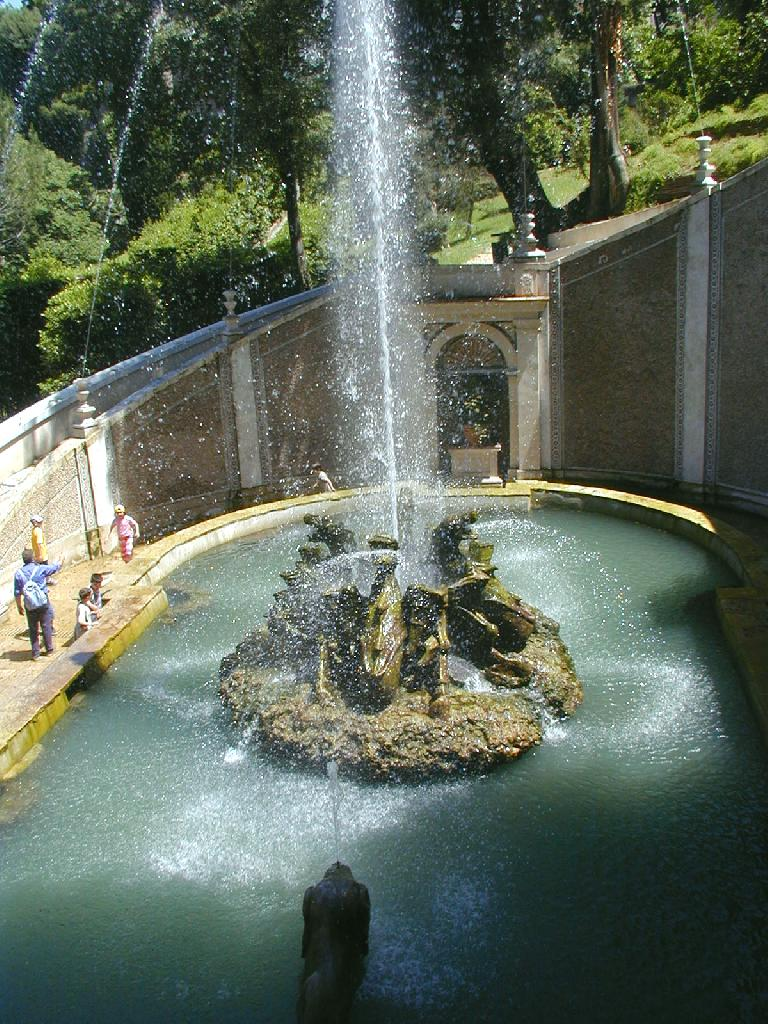
Fonte dos Dragões
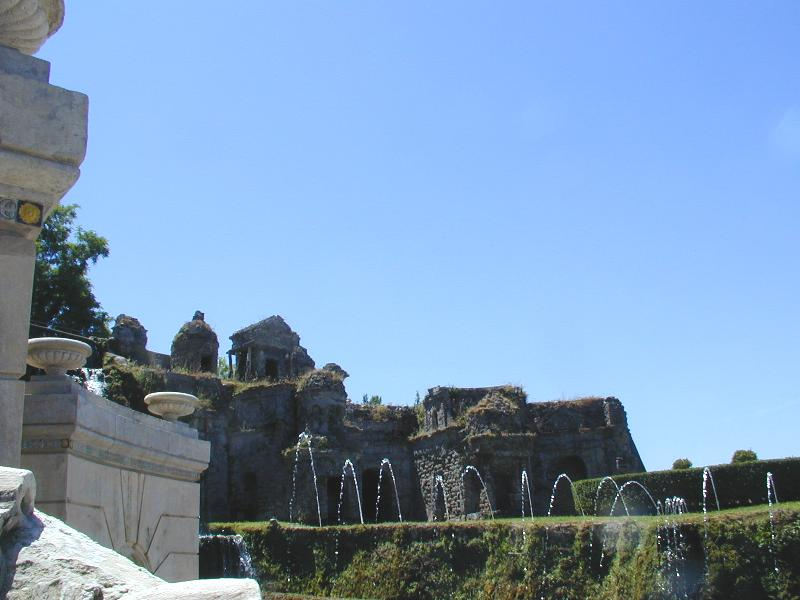
A Rometta
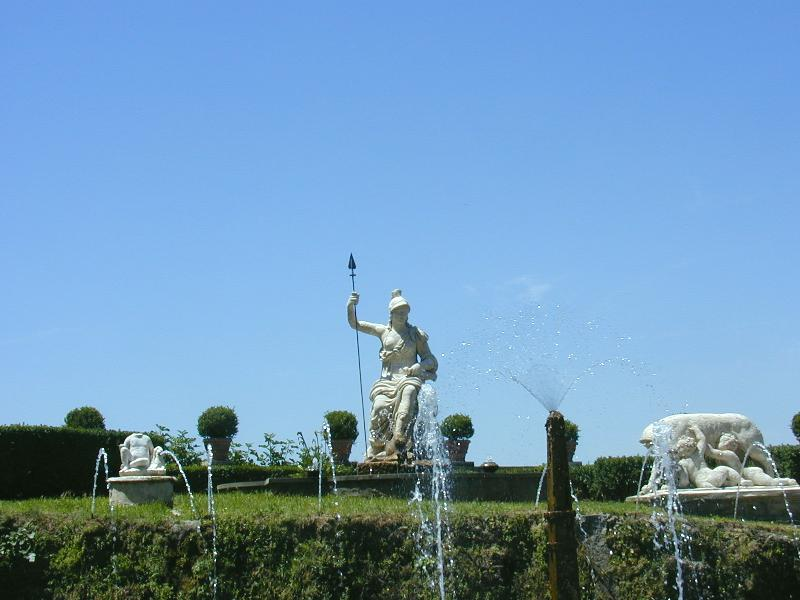
Roma no trono
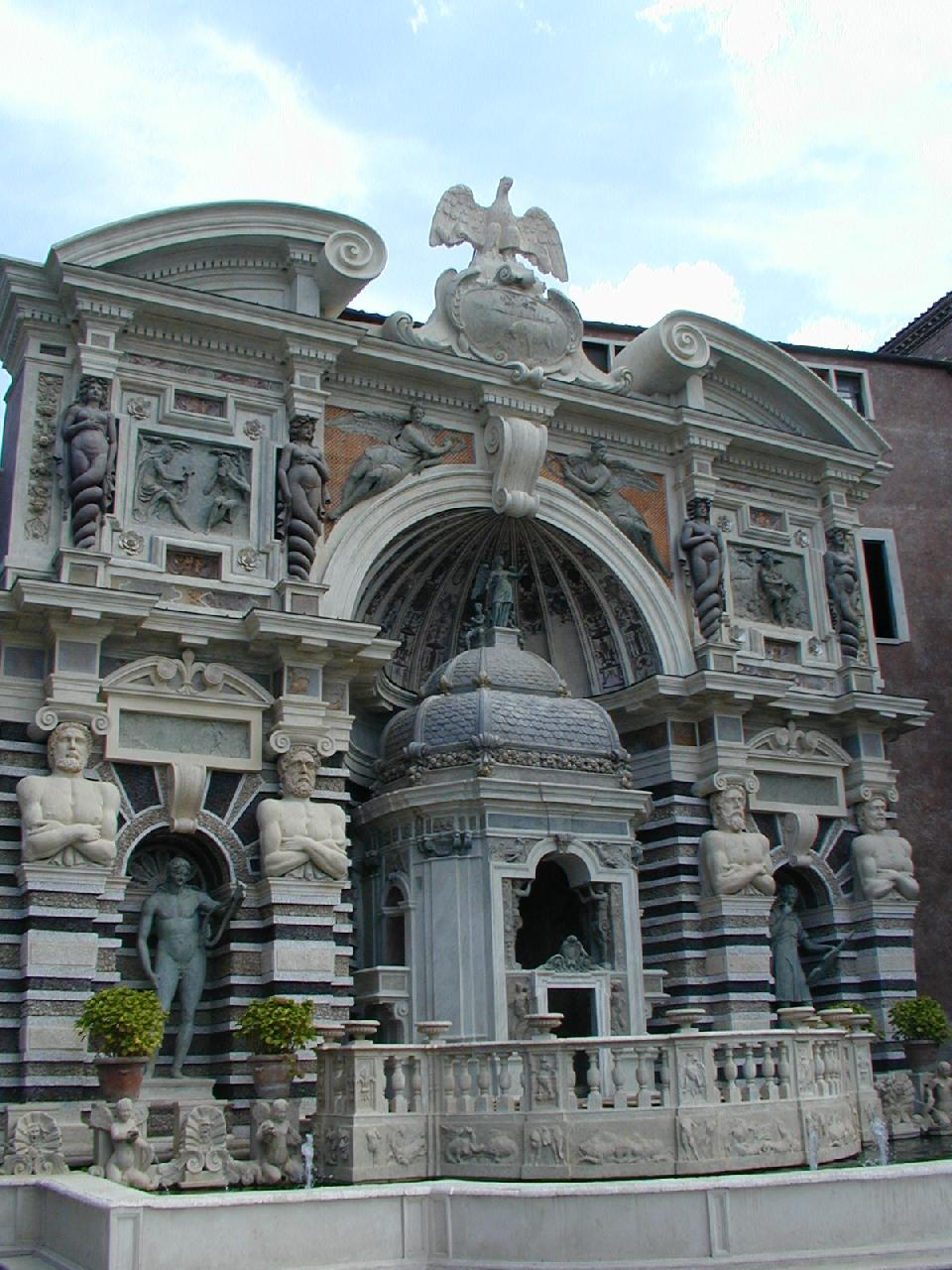
Fonte do Órgão
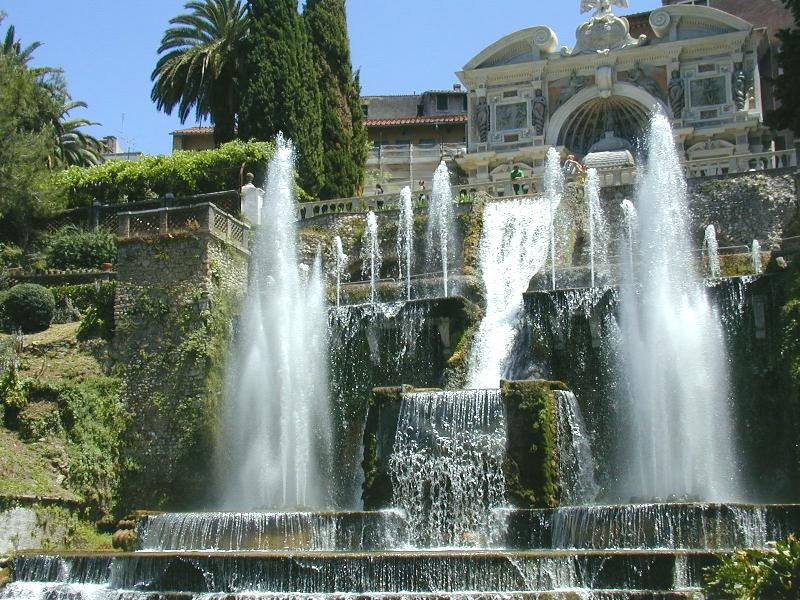
Fonte de Neptuno
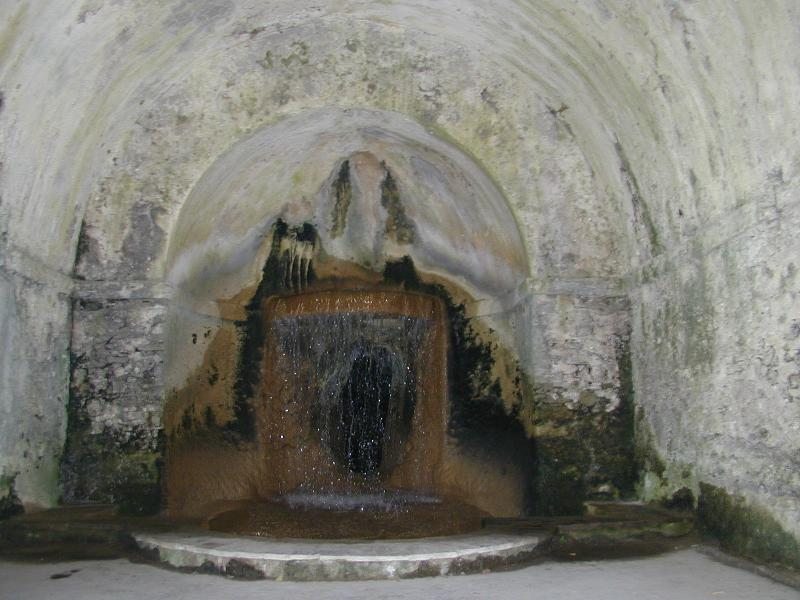
Ninfeu central
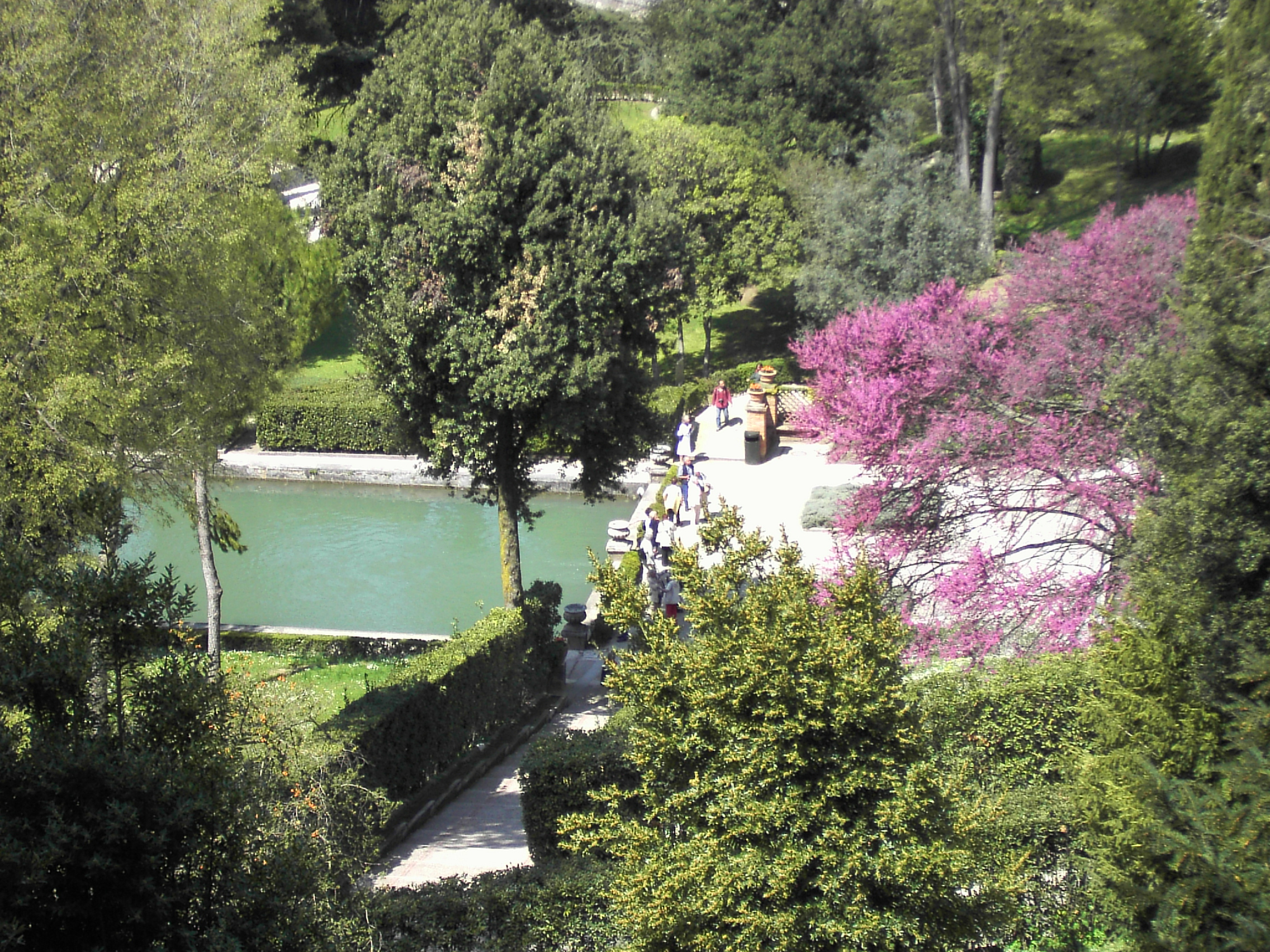
O primeiro viveiro
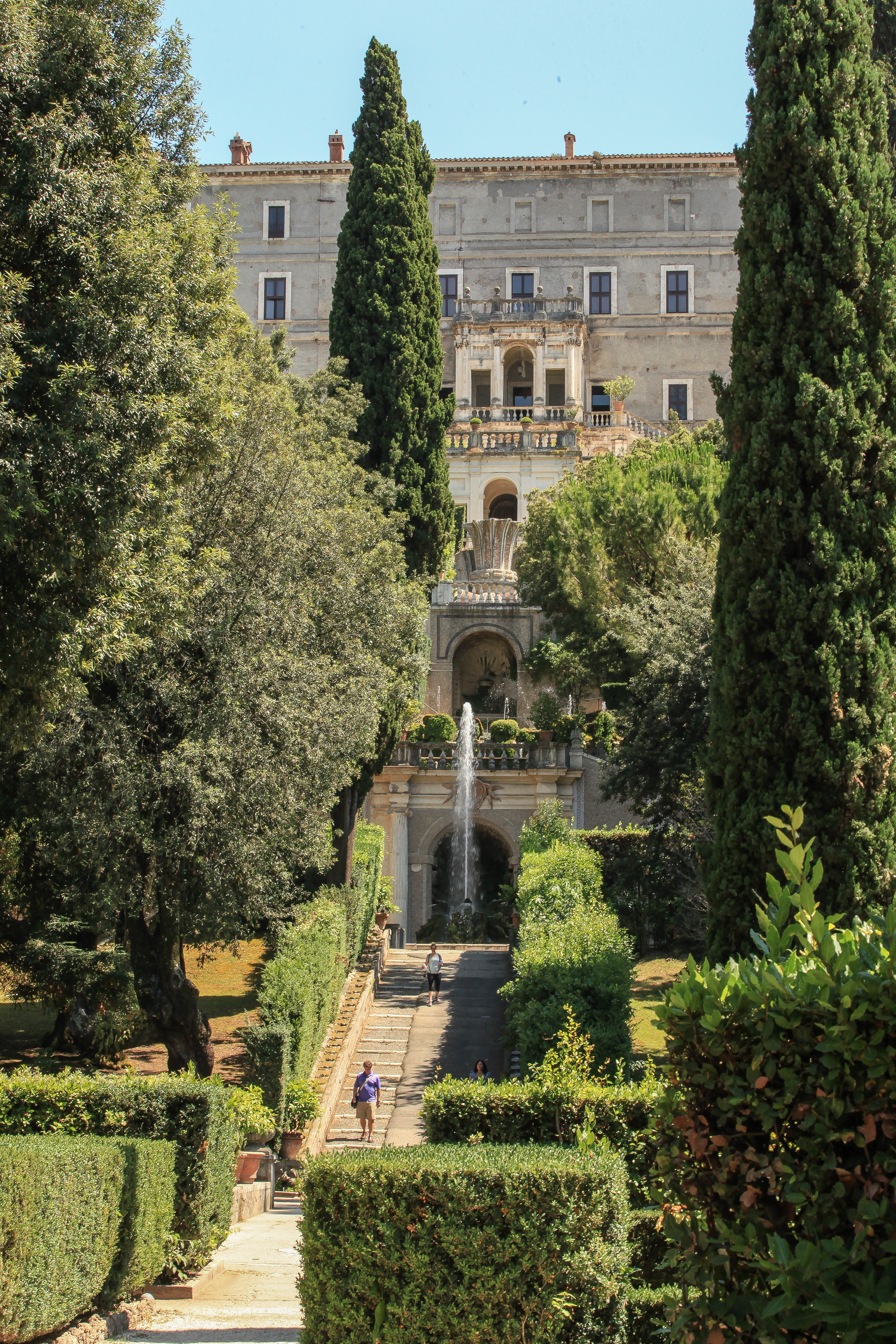
Villa D’Este
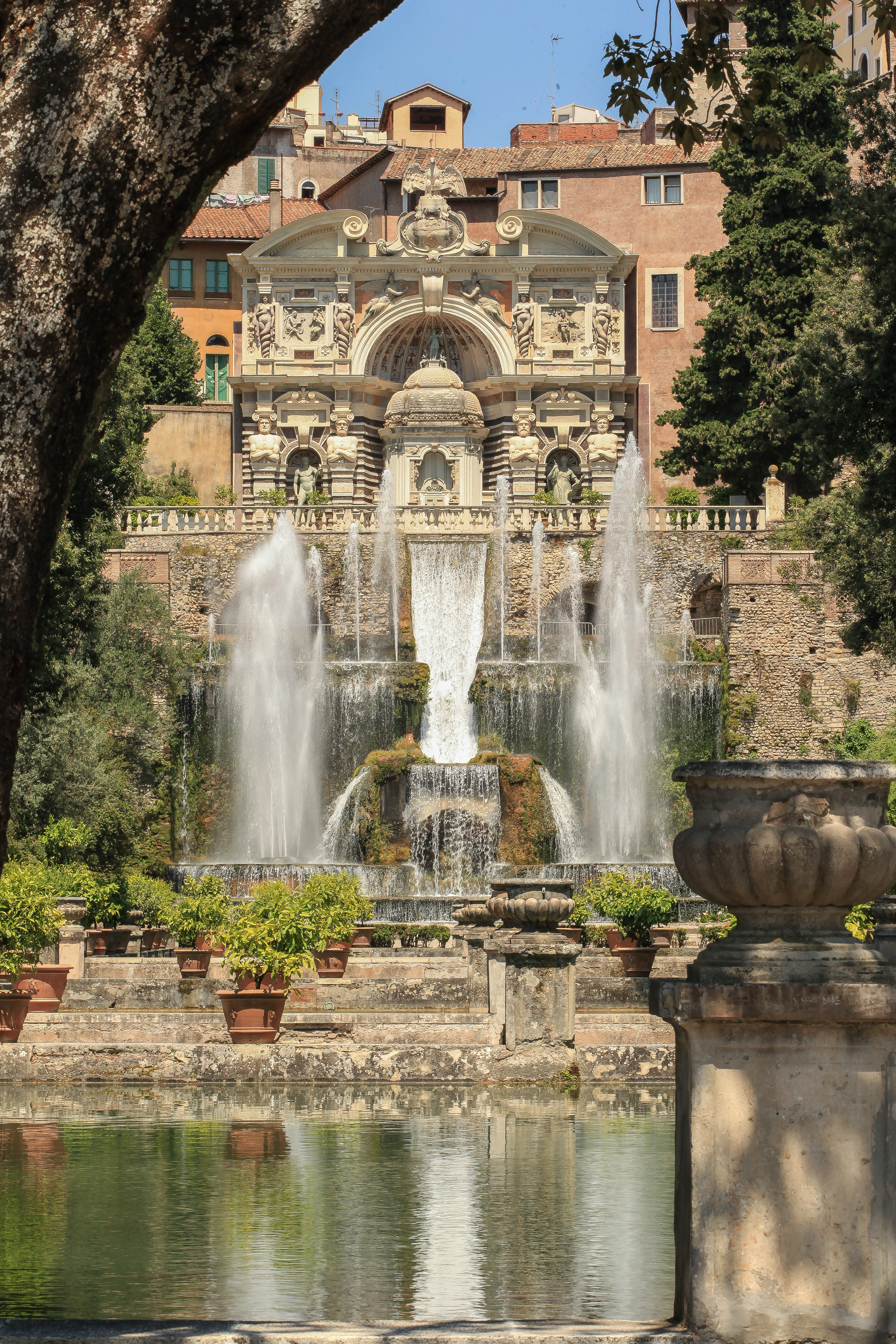
Fonte de Neptuno - Tivoli - Itália

## Referência
- Touring Club Italiano, 1966. Guida d'Italia: Roma et dintorni, pp 615–18.